# Список правителів Тіра
Список правителів Тіра
У Списку правителів фінікійського міста Тіра, що зараз розташоване в Лівані, наведено імена правителів, які цитує давньоєврейський історик Йосип Флавій у своїх працях «Юдейські старожитності» (розділи viii. 5.3; 13.2.) та «Проти Апіона» (розділи i. 18, 21). Список Йосипа Флавія спирається на давніше джерело, а саме на втрачену історію Менандра Ефеського

## Список правителів

### Міфічні правителі Тіра
Правителі Тіра, відомі з грецької міфології
| ім'я правителя | роки правління  | коментар |
| -------------- | --------------- | --- |
| Агенор         | бл 1500 до н.е. | за легендою, син бога Посейдона або Белуса. |
| Фойник         |                 | Від його імені походить назва народу фінікійців. |
| Еріяху         | бл 1400 до н.е. | якщо вважати його сином легендарного Фойника. За деякими припущеннями Еріаку міг бути прообразом міфічних персонажів Геракла, біблійного Аріоха, гомерівського Еріхтонія, правителя Трої та Понту. |

### Правителі в бронзову добу
| ім'я правителя                        | роки правління        | коментар                                                           |
| ------------------------------------- | --------------------- | ------------------------------------------------------------------ |
| Абімільк                              | бл. 1350–1335 до н.е. | Правитель Тіру в період амарнського листування (1350–1335 до н.е.) |
| Арібас                                | бл. 1230 до н.е.      |                                                                    |
| Баал-Термег (або Баал-Ремег, Баалмег) | бл. 1220 до н.е.      |                                                                    |
| Баал                                  | бл. 1193 до н.е.      |                                                                    |
| Пумей                                 | бл. 1163-1125 до н.е. |                                                                    |
| Еріяху                                | бл. 1104 до н.е.      | якщо вважати його історичною особою та засновником Гадіра          |

### Правителі Сідонії (зі столицею в Тірі), 990–785 до н.е.
| ім'я правителя       | роки правління   |
| -------------------- | ---------------- |
| Абібаал              | (990 — 978)      |
| Хірам І Великий      | (978 — 944)      |
| Балеазар I           | (944 — 927)      |
| Абдастарт            | (927 — 918)      |
| Метусастарт          | (918 — 906)      |
| Астара               | (906 — 897)      |
| Пелет                | (897 — 896)      |
| Ітобаал I            | (896 — 863)      |
| Балеазар II          | (863 — 829)      |
| Маттан I             | (829 — 820)      |
| Пум'ятон             | (820 — 774)      |
| Закарбаал, Мількірам | (774 — 756)      |
| Ітобаал II           | (750 — 739)      |
| Хірам II             | (739 — 730/29)   |
| Маттан II            | (730/29 — 729)   |
| Елулай               | (730/29 — 694)   |
| Абд Мелькарт         | (694 — 680)      |
| Баал I               | (680 — 660)      |
| ?                    | (660 — 591/10)   |
| Ітобаал III          | (591/10 — 573/2) |

### У часи залежності від Вавилона (з 573 до н. е.)
| ім'я правителя         | роки правління       |
| ---------------------- | -------------------- |
| Баал II                | (573/2 — раніше 564) |
| Йакнібаал              | (564 — 564/3)        |
| Хельбес                | (564/3 — 563)        |
| Аббар                  | (563 — 562)          |
| Маттау III             | (562 — 556)          |
| Герастрат (Гер-Аштарі) | (562 — 556)          |
| Балеазар III           | (556 — 555)          |
| Магарбаал              | (555 — 551)          |
| Хірам III              | (551 — 532)          |